# 狄光遠
狄光遠（654年—720年），唐代并州太原（今山西太原南郊区）人。为名相狄仁杰之子。
692年，狄仁杰被来俊臣诬告谋反，于是承认谋反，趁狱官不再严加防备，便从被子上撕下一块帛，写下冤屈情况，塞在绵衣里，对狱官王德寿说：“天气热了，请把绵衣交给我家人，撤去里面的丝绵。”王德寿同意了。狄光远得到帛书，急忙呈给武则天。武则天看了帛书，质问来俊臣，他回答说：“狄仁杰等入狱后，我没有剥掉他们的头巾腰带，生活安适，若没有事实，怎肯承认谋反！”武则天派通事舍人周綝前往查看，来俊臣临时发给狄仁杰等头巾腰带，伪造狄仁杰等的谢死罪表，欺骗武则天。乐思晦的儿子再次向武则天反应实情，武则天召见狄仁杰问：“你为什么承认谋反？”狄仁杰回答：“不承认，便已经死于严刑拷打了。”一月初四，狄仁杰降职为彭泽县令。狄光远后为州司马。